# کارآگاه کوچولو
کارآگاه کوچولو یک مجموعه تلویزیونی کودکانه ی کمدی-پلیسی-فانتزی به نویسندگی و کارگردانی حمیدرضا حافظی و تولید مرکز صداوسیمای استان فارس است. این مجموعه تلویزیونی رئال و عروسکی (ماسک و گریم) در سال های ۱۳۷۴ و ۱۳۷۷ در دو فصل (جمعاً ۱۹ قسمت ۳۰ دقیقه ای) ساخته شد و به جز پخش از شبکه اول سیما و شبکه جهانی جام جم، در نوامبر 1995 از شبکه آفتاب در آمریکا و کانادا به نمایش درآمد. 

## خلاصه داستان
کارآگاه کوچولو و معاونش خرگوش باهوش با تکیه کلام "عجیبه غریبه یک معمای پیچیده" به حل معماهای پلیسی می پردازند و حامی کودکان هستند.

## جوایز
- جایزه بهترین کارگردانی از نخستین جشنواره تولیدات تلویزیونی مرکز فارس - ۱۳۷۸ 
- جایزه بهترین فیلمنامه از نخستین جشنواره تولیدات تلویزیونی مرکز فارس - ۱۳۷۸ 
- دیپلم افتخار به کارگردان مجموعه کارآگاه کوچولو در بیست و پنجمین جشنواره بین‌المللی فیلم رشد - ۱۳۷۴ 
- منتخب بخش مسابقه هفتمین جشنواره تولیدات مراکز - زیباکنار